# Servei Marítim de la Guàrdia Civil
El Servei Marítim de la Guàrdia Civil, també conegut pel seu acrònim SEMAR o, extraoficialment, com a Guàrdia Civil del Mar, és la unitat de la Guàrdia Civil dedicada a la vigilància de les aigües territorials espanyoles. Es va constituir per un reial decret de 22 de febrer de 1991. Des de 1997 s'integra en la Unitat d'Activitats Subaqüàtiques (UAS), l'origen dels quals es remunta a 1981.

## Missions
Exercir les funcions que li corresponen a la Guàrdia Civil en les aigües marítimes espanyoles i les aigües continentals. També inclou les activitats en el mitjà subaqüàtic, i en particular la custòdia de les costes i el control de la immigració irregular en aquest àmbit.
- Judicial: Prevenció i esbrinament de delictes, primeres diligències i informes.
- Fiscal: resguard fiscal de l'Estat i les actuacions encomanades a evitar i perseguir el contraban.
- Administratiu: Conservació de la naturalesa i el medi ambient, control i inspecció pesquera i d'embarcacions esportives, protecció del patrimoni històric submergit i el control de la immigració irregular.
- Missions a l'estranger: Participació en aquelles missions internacionals de cooperació policial, manteniment de la pau o humanitàries que es desenvolupin en l'àmbit marítim.
- Col·laboració i cooperació nacional: Relacions de col·laboració amb altres organismes espanyols amb competències en el mar, com a Salvament Marítim, Marina Mercant, Duanes, Medi ambient, Pesca i l'Armada.